# باد غوتلويبا-برغ غيسهوبل
باد غوتلوبا برغيس هوبل (بالألمانية: Bad Gottleuba-Berggießhübel) هي بلدة ألمانية تقع في ألمانيا في سويسرا السكسونية-جبال الخام الشرقية ‏.[بحاجة لمصدر] يقدر عدد سكانها بـ 5,990 نسمة .